# Tobias Arlt
Tobias Arlt (Berchtesgaden, 2 de junio de 1987) es un deportista alemán que compite en luge en la modalidad doble, junto con Tobias Wendl. También es policía federal.
Participó en tres Juegos Olímpicos de Invierno, obteniendo en total seis medallas de oro, en Sochi 2014, en las pruebas doble (con Tobias Wendl) y por equipo (con Natalie Geisenberger, Felix Loch y Tobias Wendl), en Pyeongchang 2018, en las pruebas doble (con Tobias Wendl) y por equipo (con Natalie Geisenberger, Johannes Ludwig y Tobias Wendl), y en Pekín 2022, en el doble (con Tobias Wendl) y por equipo (con Natalie Geisenberger, Johannes Ludwig y Tobias Wendl).
Ganó veintidós medallas en el Campeonato Mundial de Luge entre los años 2008 y 2025, y veintidós medallas en el Campeonato Europeo de Luge entre los años 2010 y 2025.

## Carrera
Comenzó a competir en 1991 y en 2006 pasó a formar parte del equipo nacional. Su primer éxito fue la medalla de plata en el Campeonato Mundial de 2008. A partir de 2013 la dupla Wendl/Arlt dominó en la escena internacional, consiguiendo diez títulos en el Campeonato Mundial y siete en el Campeonato Europeo.

### Juegos Olímpicos
En los Juegos Olímpicos de Sochi 2014 ganó la medalla de oro en la prueba de dobles junto con Tobias Wendl. Ambos lograron un tiempo combinado de 1:38,933 min, 0,522 s más rápidos que el segundo lugar de los hermanos austríacos Andreas y Wolfgang Linger. Wendl y Arlt también ganaron el oro en la prueba por equipos.
En Pyeongchang 2018 revalidaron el título en dobles, estableciendo un nuevo récord de pista de 45,820 s. Con un tiempo acumulado de 1:31,697 min, superaron por 0,088 s a los austríacos Peter Penz y Georg Fischler. Igualmente, lograron el oro en los relevos por equipos.
En su tercera participación olímpica, en Pekín 2022, consiguió la medalla de oro en la prueba doble con un tiempo acumulado de 1:56,554. Días más tarde conquistó un nuevo oro en la prueba por equipo.

## Palmarés internacional
| Juegos Olímpicos   | Juegos Olímpicos            | Juegos Olímpicos  | Juegos Olímpicos  |
| Año                | Lugar                       | Medalla           | Prueba            |
| ------------------ | --------------------------- | ----------------- | ----------------- |
| 2014               | Sochi (Rusia)               | Medalla de oro    | Doble             |
| 2014               | Sochi (Rusia)               | Medalla de oro    | Equipo            |
| 2018               | Pyeongchang (Corea del Sur) | Medalla de oro    | Doble             |
| 2018               | Pyeongchang (Corea del Sur) | Medalla de oro    | Equipo            |
| 2022               | Pekín (China)               | Medalla de oro    | Doble             |
| 2022               | Pekín (China)               | Medalla de oro    | Equipo            |
| Campeonato Mundial |                             |                   |                   |
| Año                | Lugar                       | Medalla           | Prueba            |
| 2008               | Oberhof (Alemania)          | Medalla de plata  | Doble             |
| 2013               | Whistler (Canadá)           | Medalla de oro    | Doble             |
| 2013               | Whistler (Canadá)           | Medalla de oro    | Equipo            |
| 2015               | Sigulda (Letonia)           | Medalla de oro    | Doble             |
| 2015               | Sigulda (Letonia)           | Medalla de oro    | Equipo            |
| 2016               | Königssee (Alemania)        | Medalla de oro    | Doble             |
| 2016               | Königssee (Alemania)        | Medalla de oro    | Doble (velocidad) |
| 2016               | Königssee (Alemania)        | Medalla de oro    | Equipo            |
| 2017               | Igls (Austria)              | Medalla de oro    | Doble (velocidad) |
| 2017               | Igls (Austria)              | Medalla de plata  | Doble             |
| 2019               | Winterberg (Alemania)       | Medalla de plata  | Doble             |
| 2019               | Winterberg (Alemania)       | Medalla de plata  | Doble (velocidad) |
| 2020               | Sochi (Rusia)               | Medalla de bronce | Doble             |
| 2020               | Sochi (Rusia)               | Medalla de bronce | Doble (velocidad) |
| 2021               | Königssee (Alemania)        | Medalla de oro    | Doble (velocidad) |
| 2021               | Königssee (Alemania)        | Medalla de plata  | Doble             |
| 2023               | Oberhof (Alemania)          | Medalla de plata  | Doble             |
| 2023               | Oberhof (Alemania)          | Medalla de plata  | Doble (velocidad) |
| 2024               | Altenberg (Alemania)        | Medalla de oro    | Equipo            |
| 2024               | Altenberg (Alemania)        | Medalla de bronce | Doble             |
| 2025               | Whistler (Canadá)           | Medalla de bronce | Doble             |
| 2025               | Whistler (Canadá)           | Medalla de bronce | Doble mixto       |
| Campeonato Europeo |                             |                   |                   |
| Año                | Lugar                       | Medalla           | Prueba            |
| 2010               | Sigulda (Letonia)           | Medalla de plata  | Doble             |
| 2010               | Sigulda (Letonia)           | Medalla de bronce | Equipo            |
| 2012               | Paramonovo (Rusia)          | Medalla de plata  | Doble             |
| 2012               | Paramonovo (Rusia)          | Medalla de plata  | Equipo            |
| 2013               | Oberhof (Alemania)          | Medalla de plata  | Doble             |
| 2015               | Sochi (Rusia)               | Medalla de oro    | Doble             |
| 2015               | Sochi (Rusia)               | Medalla de oro    | Equipo            |
| 2016               | Altenberg (Alemania)        | Medalla de plata  | Doble             |
| 2017               | Königssee (Alemania)        | Medalla de oro    | Doble             |
| 2017               | Königssee (Alemania)        | Medalla de oro    | Equipo            |
| 2018               | Sigulda (Letonia)           | Medalla de bronce | Doble             |
| 2019               | Oberhof (Alemania)          | Medalla de oro    | Doble             |
| 2019               | Oberhof (Alemania)          | Medalla de plata  | Equipo            |
| 2021               | Sigulda (Letonia)           | Medalla de plata  | Doble             |
| 2021               | Sigulda (Letonia)           | Medalla de bronce | Equipo            |
| 2022               | St. Moritz (Suiza)          | Medalla de plata  | Doble             |
| 2023               | Sigulda (Letonia)           | Medalla de oro    | Doble             |
| 2023               | Sigulda (Letonia)           | Medalla de plata  | Equipo            |
| 2024               | Igls (Austria)              | Medalla de plata  | Equipo            |
| 2024               | Igls (Austria)              | Medalla de bronce | Doble             |
| 2025               | Winterberg (Alemania)       | Medalla de oro    | Doble             |
| 2025               | Winterberg (Alemania)       | Medalla de plata  | Equipo            |